# La Bohèira
La Bohèira (en francès Labouheyre) és un municipi francès situat al departament de les Landes i a la regió de la Nova Aquitània.

## Demografia
| 1962                                       | 1968  | 1975  | 1982  | 1990  | 1999  | 2007  |
| ------------------------------------------ | ----- | ----- | ----- | ----- | ----- | ----- |
| 2.169                                      | 2.314 | 2.649 | 2.849 | 2.816 | 2.537 | 2.534 |
| Des de 1962: població sense dobles comptes |       |       |       |       |       |       |

## Administració
| Període | Identitat           | Partit |
| ------- | ------------------- | ------ |
| 2001-   | Jean Louis Pedeuboy | PS     |

## Agermanaments
- Gouveia

## Personatges il·lustres
- Félix Arnaudin, etnògraf i fotògraf.